# Katsuyuki Kawachi
Katsuyuki Kawachi (n. 27 aprilie 1955) este un fost fotbalist japonez.

## Statistici
| Japonia | Japonia | Japonia |
| An      | Meciuri | Goluri  |
| ------- | ------- | ------- |
| 1979    | 3       | 0       |
| Total   | 3       | 0       |